# Lédas-et-Penthiès
Lédas-et-Penthiès (okzitanisch Ledàs e Pentièrs) ist eine französische Gemeinde mit 161 Einwohnern (Stand: 1. Januar 2022) im Département Tarn in der Region Okzitanien (vor 2016 Midi-Pyrénées). Sie gehört zum Arrondissement Albi und zum Kanton Carmaux-1 Le Ségala (bis 2015 Valence-d’Albigeois). 

## Geografie
Lédas-et-Penthiès liegt etwa 27 Kilometer nordöstlich von Albi. Umgeben wird Lédas-et-Penthiès von den Nachbargemeinden Saint-Just-sur-Viaur im Norden, Lédergues im Osten und Nordosten, Faussergues im Südosten, Padiès im Süden und Südwesten, Lacapelle-Pinet im Westen sowie Tréban im Nordwesten.

## Bevölkerungsentwicklung
| 1962                      | 1968 | 1975 | 1982 | 1990 | 1999 | 2006 | 2013 |
| ------------------------- | ---- | ---- | ---- | ---- | ---- | ---- | ---- |
| 325                       | 300  | 243  | 198  | 168  | 169  | 166  | 153  |
| Quelle: Cassini und INSEE |      |      |      |      |      |      |      |

## Sehenswürdigkeiten
- Kirche